# Chery A5
Pour les articles homonymes, voir A5.
 (mai 2023).
La Chery A5 est une berline chinoise, sortie au printemps 2006.
Près de 68 000 Chery A5 ont été vendues en Chine en 2009, et près de 75 000 en 2010.
Des versions à motorisation hybride avaient été annoncées en 2008 mais la demande en hybrides de la clientèle chinoise étant quasiment inexistante, seule une version hybride léger fut commercialisée[source insuffisante].